# Aleksandr Belov Cup 1997
De Aleksandr Belov Cup 1997 was een basketbaltoernooi in Europa dat in Sint-Petersburg in september 1997 werd gehouden. Vier topteams uit Europa namen deel aan dit toernooi: Spartak Sint-Petersburg, LEV Stars, Statyba-Lietuvos rytas Vilnius en Krka Novo mesto. Spartak won het goud.
|  | halve finale (september)       | halve finale (september) |    |                                | finale (september)      | finale (september) |
|  |                                |                          |    |                                |                         |                    |
|  |                                |                          |    |                                |                         |                    |
|  | Spartak Sint-Petersburg        | 108                      |    |                                |                         |                    |
|  | Statyba-Lietuvos rytas Vilnius | 85                       |    |                                |                         |                    |
|  |                                |                          |    |                                |                         |                    |
|  |                                |                          |    |                                |                         |                    |
|  |                                |                          |    |                                | Spartak Sint-Petersburg | 76                 |
|  |                                | Krka Novo mesto          | 66 |                                |                         |                    |
|  |                                |                          |    |                                |                         |                    |
|  |                                |                          |    |                                | Derde plaats            |                    |
|  |                                |                          |    |                                |                         |                    |
|  | Krka Novo mesto                | 111                      |    | Statyba-Lietuvos rytas Vilnius | 110                     |                    |
|  | LEV Stars                      | 87                       |    |                                | LEV Stars               | 74                 |

## Eindklassering
| #      | Land                           |
| ------ | ------------------------------ |
| Goud   | Spartak Sint-Petersburg        |
| Zilver | Krka Novo mesto                |
| Brons  | Statyba-Lietuvos rytas Vilnius |
| 4      | LEV Stars                      |

1979 · 1991 · 1995 · 1996 · 1997 · 1998 · 1999 · 2001 · 2002 · 2003 · 2004 · 2005 · 2006 · 2007 · 2008 · 2009 · 2010 · 2011 · 2012 · 2017 · 2018 · 2021 · 2022 · 2023 · 2024